# Lali Espósito

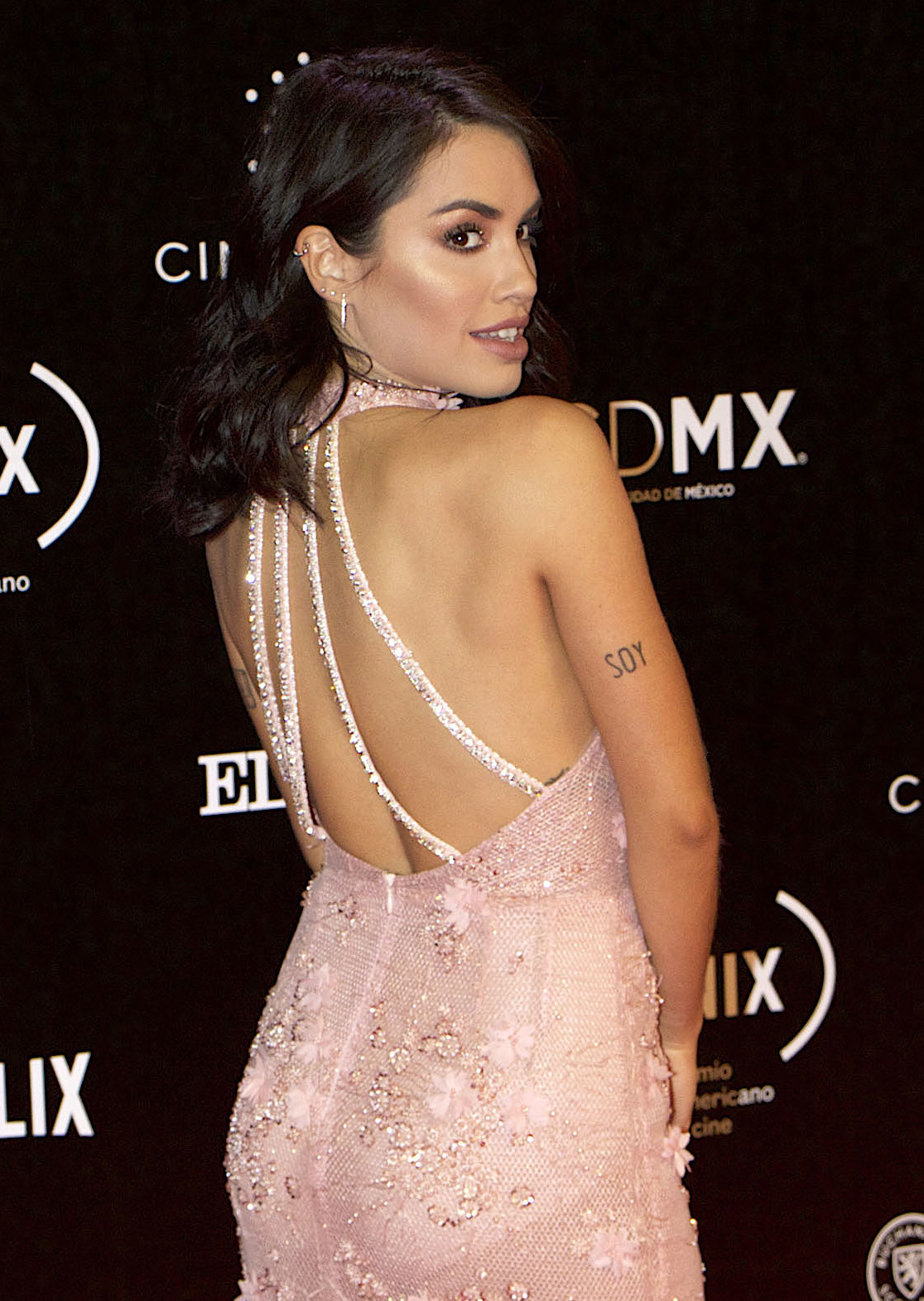
Lali Espósito, 2018

Mariana Espósito (* 10. Oktober 1991 in Buenos Aires), auch bekannt unter ihrem Künstlernamen Lali, ist eine argentinische Schauspielerin, Sängerin und Model, die durch ihre Rolle als Marianella „Mar“ Talarico Rinaldi in der Serie Casi Ángeles bekannt wurde.

## Leben
Ihr Debüt als Schauspielerin gab sie 2003 in der Kinderserie Rincón de Luz, produziert von Cris Morena. Ein Jahr später spielte sie in der Serie Floricienta von Cris Morena und 2006 in der Serie Chiquititas Sin Fin mit, einer Neuauflage der Serie Chiquititas und ebenfalls produziert Cris Morena. 2007 gelang ihr der Durchbruch mit ihrer Hauptrolle als Marianella „Mar“ Rinaldi in einer der beliebtesten und erfolgreichsten Serien Latein-Amerikas Casi Ángeles. Außerdem erhielt sie Werbe- und Modelverträge.

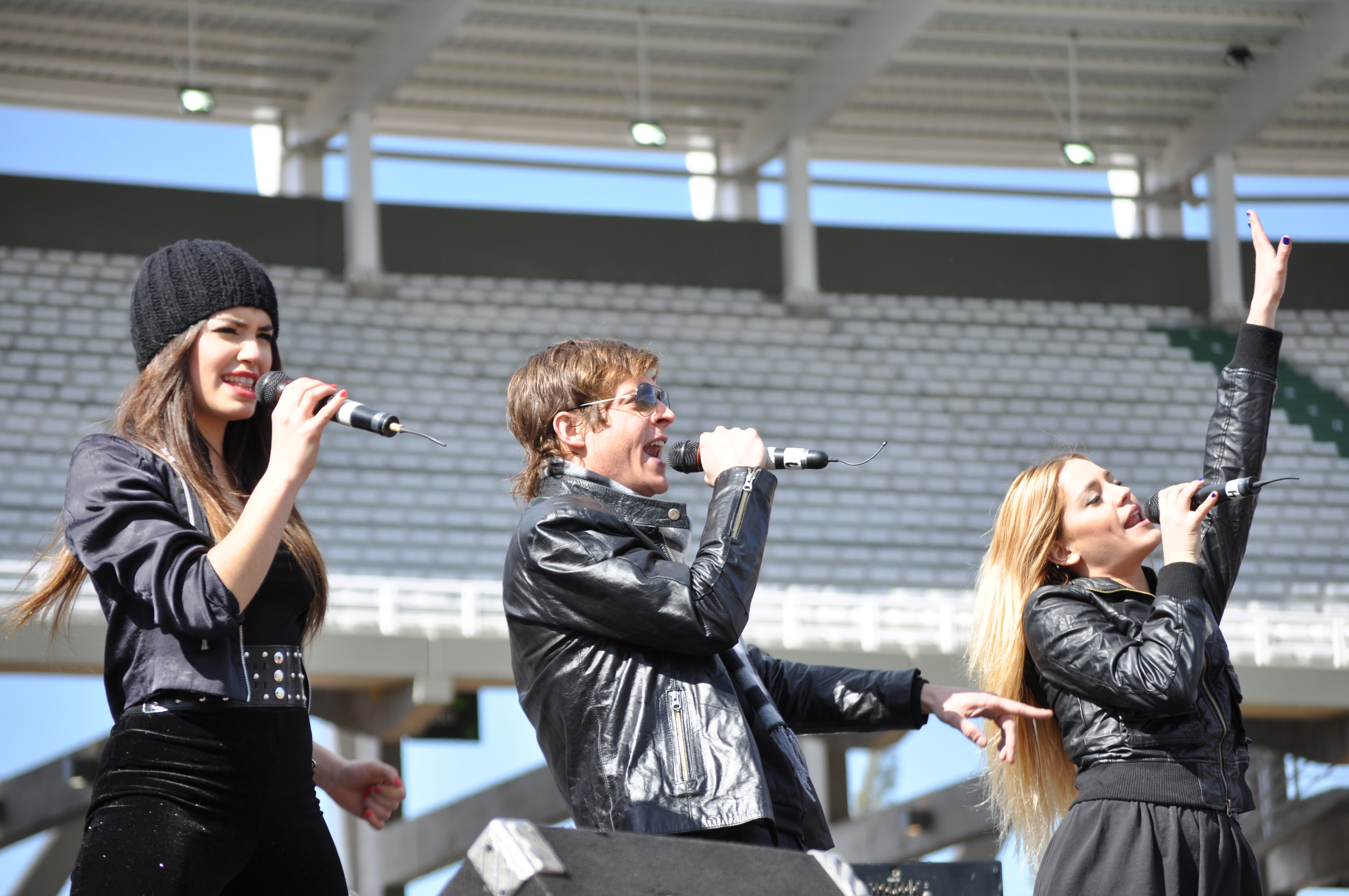
Espósito (links), Gastón Dalmau (Mitte) und Rocío Igarzábal (rechts) bei einem Auftritt mit den Teen Angels (2011)

2006 wurde Espósito Mitglied der Band Teenangels. Die Band entstand in der Serie Casi Ángeles und besteht aus deren Cast (neben Espósito noch Gastón Dalmau, Peter Lanzani, Nicolás Riera und María Eugenia Suárez). Die Band brachte vier Studioalben und ein Live-Album auf den Markt. Teenangels und Teenangels 3 erreichten Platin-Status, Teenangels 2 Doppel-Platin.

## Filmografie (Auswahl)
- 2003: Rincón de Luz (Fernsehserie)
- 2004–2005: Floricienta (Fernsehserie)
- 2006: Chiquititas Sin Fin (Fernsehserie)
- 2007–2010: Casi Ángeles (Fernsehserie)
- 2011: Cuando me sonreís (Fernsehserie)
- 2012: La pelea de mi vida
- 2012: Dulce amor (Fernsehserie)
- 2013: Solamente vos (Fernsehserie)
- 2014: Quase Anjos: A Série (Fernsehserie)
- 2014: A los 40
- 2015–2016: Esperanza mía (Fernsehserie)
- 2016: Permitidos
- 2018: El Host (Fernsehserie)
- 2018: Sandro de América (Fernsehserie)
- 2018: Verurteilt – Jeder hat etwas zu verbergen (Acusada)
- 2019: Claudia
- 2021–2023: Sky Rojo (Netflix-Serie)
- 2022: El Fin del Amor (Fernsehserie)
- 2023: Puan

## Diskografie

### Als Mitglied von Teenangels
- 2007: Teenangels
- 2008: Teenangels 2
- 2009: Teenangels 3
- 2010: Teenangels 4

### Soloalben
- 2014: A Bailar
- 2015: En Vivo en la Trastienda
- 2016: Soy
- 2017: Lali en Vivo
- 2018: Brava
- 2020: Libra
- 2023: Lali

### Gastbeiträge
- 2018: Lindo pero bruto (mit Thalía, US: Gold (Latin))[2]
- 2018: Mi mala (Remix) (Mau y Ricky & Karol G feat. Becky G, Lali & Leslie Grace)
- 2020: Color Esperanza 2020 (Various Artists, Benefizsingle, ES: Platin, MX: ×9Neunfachgold )
- 2020: Soy de volar (mit Dvicio, ES: Gold)